# 魔法少年マジョーリアン
『魔法少年マジョーリアン』（まほうしょうねんマジョーリアン）は石田敦子による日本の漫画。『コミックハイ!』（双葉社）において2006年1月号から2008年7月号まで連載。いじめっ子といじめられっ子である二人の男子小学生に、魔女っ子に変身する力が突然与えられた。二人は町で暴れる怪物に協力して立ち向かうが、二人の関係は周囲の人間も巻き込んで奇妙にねじれていく。

## 概要
魔法少女もののフォーマットを取っているが、男の子が年上の女性に変身するという性転換フィクションの側面を持つ。第1話のタイトル「オレが彼女であいつも彼女」は日本の児童文学における入れ替わり性転換フィクションの古典、『おれがあいつであいつがおれで』のパロディである。
イオリは女顔の少年で態度も女っぽく、ガキ大将のマサルを始めとする男子達にいじめの標的にされている。ある日イオリの前に謎の生物が現れ、イオリを女の子と間違えて魔女っ子に変身する力を与える。偶然そばにいたマサルも同じ力を与えられた。その日以来、町を巨大な怪物が襲うようになり、二人はマジョーリアンに変身して怪物を倒していく。
人助けのため進んでマジョーリアンになるイオリに対し、三人の姉に抑圧されて女嫌いに育ったマサルは女の姿に変身することを極端に嫌がる。その上、長女はマサルが変身したマジョーリアンに一目惚れ、次女は年下のイオリの事が気になって仕方がなく、三女はマサルに対して一方的で過激な愛情表現をするなど混乱の一途を辿る。マサルは初対面のときイオリを女だと勘違いして好意を抱いたという事情もあり、同性愛・小児性愛・近親愛が絡んだ複雑な愛憎が展開される。
もう一つのテーマ、いじめについても単純な話ではない。マサルがイオリをいじめる背景には男子生徒の中での自身の地位を安定させるという目的もあり、二人の仲が修復されかかっても学校でのマサルはいじめを止めることができない。またマサルを抑圧する人物の一人である姉の一人である麻央も中学でいじめの対象になっており、いじめを受けた者がより弱いものをいじめるという虐待の連鎖が存在する。
作者はこの作品で乳首とパンツを見せることを解禁している（1巻の後書き）。自身の日記では「（乳首を）隠すと意味が無い」とも書いている。苦痛を伴う変身シーンと合わせ、成長することのエロスもまたこの作品の表現上のテーマになっている。

## 登場人物
声優名はドラマCDのもの。
鷺乃宮マサル（さぎのみや マサル）
声 - 下田麻美
サッカー好きのガキ大将で、男子生徒たちの中心格。女嫌いであり、イオリに対しても女っぽいという理由から、クラスの男子全員でいじめ、女子からの非難も意に介さない。女嫌いになった理由は女中心の家庭で育ったこともそうだが、入学式で雨でずぶ濡れになった際に優しくしてくれた女生徒が男のイオリだったことを知ってのショックゆえのもの。イオリと共にマジョーリアンに変身するようになり、当初は使命に積極的ではなかったが、イオリに理解を示すようになってからは、使命を果たすようになっていく。イオリいじめをやめようとするも、これまで培ってきた中心格でなくなることで、新たないじめの標的にされることを恐れ、イオリいじめをやめられないでいたが、最終的には、いじめは治まり、最後の変身の際、女性のままのイオリと性行為を行う。小学校卒業後はイオリとは別の中学に入学。
マジョーリアンブラック / ル・マーサ
マサルが変身したマジョーリアン。強気な面持ちでグラマラスな美少女。黒髪で、黒ベースのセパレート型コスチュームを着る。

久米河イオリ（くめがわ イオリ）
声 - 新谷良子
マサルのクラスメイトで、線の細い男子。母子家庭であり、翻訳業で忙しい母に代わって家事を引き受けている。おとなしく心優しい性格で、マサルを初めとした男子たちからはいじめられているが、翔子を初めとするクラスの女子たちから好かれられており、常に気にかけられている。マサルと共にマジョーリアンになって以降は、マサルに歩み寄ろうとし、少しずつだが距離を縮めていった。マジョーリアンの使命には積極的だが、母親が再婚するかもしれないことで寂しさに駆られた際には使命を放棄しようとしたこともあった。最後の変身では女性の身体のままで、マサルと性行為を行う。小学校卒業後はマサルとは別の中学に入学。
マジョーリアンホワイト / リオ
イオリが変身した、優しげな雰囲気でグラマラスな美少女。薄いピンクの髪で、白ベースのワンピース型のコスチュームを着る。初めて変身したときから大喜びで、言葉もしっかり女口調になる。

ジェン太とダー子
声 - 矢島晶子（ジェン太）、小桜エツ子（ダー子）
マサルとイオリに変身能力を与えた、謎の小さな生物。黒地に白模様がジェン太、白地に黒模様がダー子。長い耳を持ち、シルクハットを被る。語尾に「サ」を付ける。韜晦した言葉で二人を煙に巻き、怪物が現れた理由もなかなか明かそうとしない。人間態もあり、その際には男女両方に変身できる。
鷺乃宮正男（さぎのみや まさお）
マサルの父親。広げた新聞の向こうに姿を潜め、家庭に関わることへ消極的な態度を取る。娘達からは邪魔者扱いされており、マサルはそんな父親の背中を見て育った。
鷺乃宮麻紀（さぎのみや まき）
声 - 小平有希
マサルの母親。口うるさくてがさつだが、総じて普通の母親。
鷺乃宮麻里（さぎのみや まり）
マサルの姉。19歳の長女。派手好きで、なかなか自分に釣り合う男に出会えないと嘆いていたが、マジョーリアンブラックに助けられたことで彼女に一目惚れする。それが自分の弟の変身した姿であることには気付いていない。
鷺乃宮真由（さぎのみや まゆ）
声 - 藤田咲
マサルの姉。高校生の次女。眼鏡と三つ編みの地味な努力家。学歴にこだわり、マサルにも勉強するよう口うるさく言う。イオリのような男の子が麻由にとっての理想で、出会って以来その年齢差にも関わらずイオリのことが頭から離れずにいる。
鷺乃宮真央（さぎのみや まお）
声 - 神田朱未
マサルの姉。中学生の三女。生意気で偉そうな態度からいじめを受けているが、負けずに反撃するタイプ。小さかったころのようにマサルだけでも味方でいて欲しいと願っているが、マサルとは衝突してばかりいる。マサルがイオリへ抱いた複雑な感情にいち早く気付くものの、相手をイオリの母親と見誤り、嫉妬でマサルに過度のスキンシップを迫って手酷く拒絶される。
翔子（しょうこ）
声 - 清水愛
マサルとイオリのクラスメイトの女子。女子生徒の中心格にあたり、クラスの女子たちと共に男子たちからいじめを受けるイオリのことを常に気にかけている。マジョーリアンホワイトに助けられて以来ファンになる。

## 書誌情報
- 石田敦子 『魔法少年マジョーリアン』双葉社〈アクションコミックス〉、全3巻
  1. 2007年5月12日発行（4月12日発売） ISBN 978-4-575-83350-8
  2. 2008年2月12日発行（1月12日発売） ISBN 978-4-575-83444-4
  3. 2008年9月12日発行（9月12日発売） ISBN 978-4-575-83530-4

## ドラマCD
2008年2月22日にフロンティアワークスより発売（FCCC-0105）。
キャスト（登場人物欄記載のものは除く）
イオリの母氷青
イオリの父真仲恵吾
中野（イオリの母の担当編集）荻野晴朗